# Тяжёлые крейсера типа «Нью-Орлеан»
«Нью-Орлеан» — тип тяжёлых крейсеров флота США, первоначально назывались тяжёлые крейсера типа «Астория» (Astoria-class cruiser). Всего построено 7 единиц: «Нью-Орлеан» (CA-32 New Orleans), «Астория» (CA-34 Astoria), «Миннеаполис» (CA-36 Minneapolis), «Тускалуза» (CA-37 Tuscaloosa), «Сан-Франциско» (CA-38 San Francisco), «Куинси» (CA-39 Quincy), «Винсенс» (CA-44 Vincennes). Развитие крейсеров типа «Портленд».

## История создания
На рубеже 1930-х годов американские ВМС получили 10 тяжёлых крейсеров типов «Пенсакола», «Нортхэмптон» и «Портленд», однако реальные боевые качества первых двух типов вызывали у адмиралов чувство разочарования. Особые нарекания вызывала слабая броневая защита, которая не позволяла кораблям вступать в бой с эквивалентным противником. В результате, свои первые тяжёлые крейсера американцы называли не иначе как «жестянками». Это было тем более нетерпимо с учётом того, что корабли типов «Пенсакола», «Нортхэмптон» получились недогруженными, имея водоизмещение в среднем на 700 дл. тонн меньше, чем дозволялось Вашингтонским договором.
В феврале 1929 года Генеральный совет флота решил отказаться от дальнейшего развития проекта «Нортхэмптон» и спроектировать новый крейсер. Основным требованием было резкое улучшение броневой защиты для противостояния 203-мм снарядам на ожидаемых дистанциях боя. Первый вариант проекта был представлен в январе 1930 года и утверждён спустя два месяца.
Первоначально предполагалось заказать 5 крейсеров этого типа, но ввиду явного превосходства нового проекта над предшественниками было решено построить по нему и уже заказанные по программе 1929 года, но ещё незаложенные корабли. В итоге, американский флот получил 7 крейсеров этого типа. Крейсера этого типа отличались хорошо защищёнными башнями и тем, что погреба находились ниже ватерлинии.
Для CA 39 (Quincy) в проект были внесены два счетверённых 28-мм автоматических орудия, которые добавили верхний вес.
Это привело к необходимости пожертвовать защитой — чтобы уложиться в пределах договорного лимита толщина барбетов была уменьшены до 5,2 дюймов, а подачных труб — до 5 дюймов, пояс в носу укоротили. Носовую башню переместили на 8 футов к корме. Вторая была поднята на 6 дюймов, передний край погреба был сдвинут на корме на 16 футов, а отсек рулевого механизма был уменьшен. Чтобы компенсировать сокращение длины погребов, боковая броня погреба была отодвинута к борту. Кроме того 30# (19 мм) носовой пояс по ватерлинии из стали STS на 25# (16 мм) обшивке стали HTS был заменён 50# поясом STS (31 мм) входящим в силовой набор. Последний корабль серии Vincennes (CA 44) повторил проект Quincy (CA 39), а поскольку ожидаемые автоматы на них не установили, корабли на момент ввода в стой, имели недогруз. Но в целом, при всём установленном проектном вооружении и оборудовании, крейсера имели небольшой перегруз по сравнению с 10 000 дл. тонным лимитом.
Когда крейсера вошли в строй, тип «Новый Орлеан» подвергся критике за резкое сокращение объёма топлива (614 626 галлонов по сравнению с 874 787 галлонами на «Портленде»). Поскольку силовая установка осталась без изменений ожидалось значительное сокращение дальности. Стоимость строительства одного крейсера составляла от 11,25 до 15 миллионов долларов.

## Конструкция
Корабли типа «Нью-Орлеан» относились к тяжёлым крейсерам второго поколения. Так же как и в других странах, отличительной чертой новых кораблей являлось значительное усиление защиты, небольшое уменьшение дальности плавания и в целом более сбалансированные характеристики.

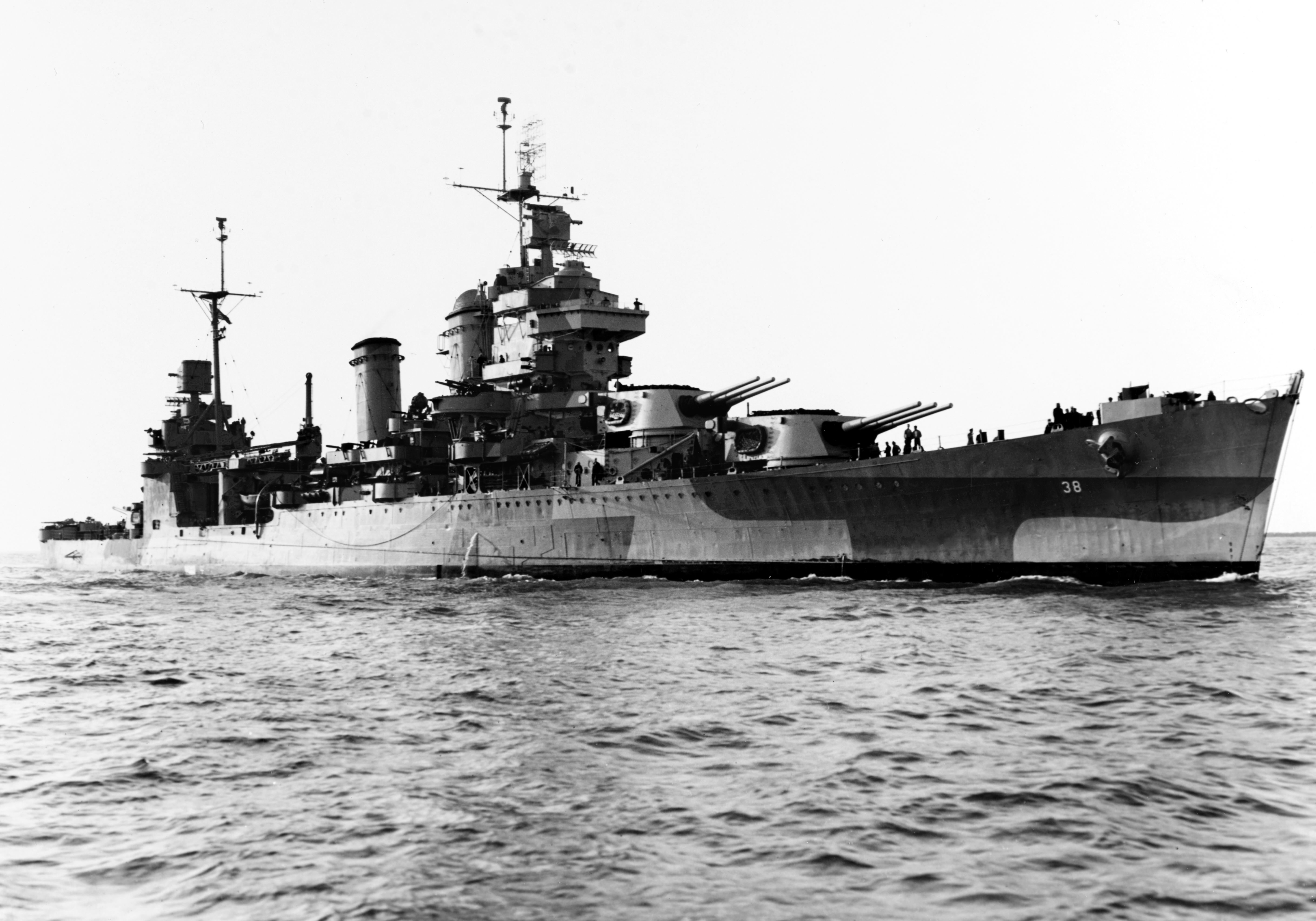
Тяжёлый крейсер «Сан-Франциско»

Крейсера были спроектированы заново, с использованием лишь некоторых элементов от предшественников. Они получили новый корпус, более узкий и короткий. Отчасти это было достигнуто за счёт перехода от эшелонного расположения энергетической установки, применяемых у прежних типов, к линейному: впереди котельные отсеки, сзади — машинные. Недостаток был в том, что это снижало живучесть, так как корабль мог теоретически потерять ход от одного торпедного попадания. Высота надводного борта также снизилась, что сказалось на мореходности. Механизмы получили защиту в виде 127-мм броневых плит на 19-мм обшивке борта, что в сумме давало эквивалент около 140 мм брони. Сверху находилась 57-мм палуба. Погреба убрали наконец ниже ватерлинии и прикрыли с бортов 76-102-мм бронёй и с верху 57 мм палубой. Носовые погреба при этом прикрывались внутренним подводным бортовым поясом, тогда как в корме защита имела форму характерного для британских крейсеров «броневого ящика».
Проектное стандартное водоизмещение крейсеров типа «Нью-Орлеан» составляло 10 000 дл. тонн, а нормальное — 11 155 дл. тонн. Было объявлено, что стандартное водоизмещение «Тускалусы» составляет — 9975 дл. тонн, хотя фактически оно составляло 10 050 дл. тонн. Корпус «Тускалусы» вместе с палубной бронёй имел массу 4490 дл. тонн. Было так же объявлено, что стандартное водоизмещение «Куинси» — 9375 дл. тонн и «Венсенна» — 9400 дл. тонн, остальных 9950 дл. тонн (фактическое для USS Minneapolis после установки всего штатного оборудования и вооружения 10 315 дл. тонн) — оно действительно отличалось от корабля к кораблю на 600 тонн.
Длина корпусов по ватерлинии первых пяти кораблей составляла 176,17 м, а «Куинси» и «Винсеннса» 175,3 м, максимальная ширина по ватерлинии 18,82 м и 18,85 м, соответственно. Высота надводного борта при нормальном водоизмещении в носу была не большая и составляла 8,53 м (против 9,45 м на «Нортхэмптоне» и 8,73 на «Пенсаколе»), борт в корме — 4,57 м (против 5,64 м и 4,88 м). Размеры и количество надстроек также были уменьшены.
Метацентрическая высота на испытаниях крейсера «Тускалуза» на стабильность составила 1,52 м при полной нагрузке (12 411 дл. т), 1,11 м при загрузке в 2/3 от полной (11 585 дл. т). К 1944 году, за счёт установки дополнительного вооружения и оборудования, метацентрическая высота при полном водоизмещении (13 719 дл. т) уменьшилась до 1,11 м. Высота надводного борта в районе форштевня снизилась, по сравнению с предыдущими типами тяжёлых крейсеров, и составляла 8,8 м по сравнению с 10,1 м у «Портленда». Значительного сокращения объёмов занимаемых энергетической установкой не получилось: общая длина новых крейсеров была только на 3,66 м (2 %) меньше, чем у их предшественников. Меньший внутренний объём корпуса означал ухудшение обитаемости, экипаж должен размещаться в помещениях с меньшей площадью, в основном без естественного освещения и / или вентиляции. Шпация составляла 0,61 м.

### Энергетическая установка
На крейсерах были установлены те же турбины, что и на типе «Портленд» и котлы с такими же параметрами. Основное различие заключалось в том, что была применена линейная компоновка. В состав силовой установки входили восемь водотрубных котлов конструкции Бэбкок и Вилкокс (англ. Babcock & Wilcox), произведённых одноимённой фирмой. Крейсера имели рабочее давление пара в котлах, равное 22,4 кГ/см² (22 атм.) при температуре 300 °C. Все котлы получили пароперегреватели, подогреватели топлива и воздуха. Воздух с помощью нагнетателей подавался прямо в котлы. Энергетическая установка имела проектную мощность 107 000 л. с., которые должны были обеспечивать ход 32,7 узла при нормальном водоизмещении (11 155 дл. тонн). Масса сухой силовой установки «Тускалузы» составила 2002 тонны(1970 дл. тонн). Полный извлекаемый запас топлива был сокращён до 1900 тонн, проектная дальность составляла 9000 морских миль на ходу 15 узлов. По результатам испытаний дальность «Сан-Франциско» составила 7600 морских миль на ходу 15 узлов. Полный запас при этом был 2195 дл. тонн мазута, 18,3 тонны солярки для катеров, 26,4 тонны авиационное топлива, 228 тонн резервной котельной воды. Полный объём танков под жидкие грузы 2787 м³. Пришлось искать дополнительное место для размещения топлива. «Нью-Орлеан» в 1945 году на ходу 15 узлов мог пройти 7110 миль, при скорости 20 узлов — 5280 миль при запасе топлива 2240 дл. тонн.
Крейсера имели четыре турбогенератора мощностью по 250 кВт .
Для обеспечения аварийного питания первые пять крейсеров имели аккумуляторные батареи. Последние два корабля — «Куинси» и «Винсенс», получили резервные дизель-генераторы, впервые на американских крейсерах. Они несли два дизель-генератора по 60 кВт. Крейсера немного недобрали до проектной скорости, на испытаниях «Нью-Орлеан» на мощности 110 503 л. с. и при водоизмещении 11 179 дл. т смог развить только 32,47 узла, а «Тускалуза» (СА-37) показала 32,36 узла (при 11 500 дл. т и 107 378 л. с.).

### Бронирование
Благодаря принятым мерам появилась возможность резко усилить бронирование. Общая длина бронирования по ватерлинии составила 121,92 м. Бортовой пояс, прикрывавший силовую установку, стал короче и толще. От шпангоута № 53 по шпангоут № 103 шёл главный пояс, в верху толщиной 127 мм шириной 2,79 м и ещё 1,57 м уменьшения до 89 мм к нижнему краю. От шпангоута № 23 по шпангоут № 53 шёл носовой подводный внутренний пояс (верхней кромкой он примыкал к первой платформе) толщиной 102 мм на верхнем краю уменьшаясь до 76 мм на нижнем крае. Траверсы машинного отделения (шпангоуты № 53 и 81) были толщиной 76 мм, а носовой и кормовой броневые траверсы замыкавшие пояс (шпангоуты № 22 и № 123) — 38 мм. Кормовой погреб был прикрыт коробом с 102 мм боковыми стенками с внешнем траверсом 38 мм и 76 мм внутренним траверсом и 57 мм крышей. Впервые на американских крейсерах появились хорошо защищённые башни главного калибра — их лобовая броня достигла 203 мм, крыша 70 мм, 95-38 мм с боку и 38 мм сзади. Барбеты были толщиной 127 мм. Вращающаяся часть башен главного калибра первых трёх крейсеров типа весила 299 тонн, остальных − 254 тонны. Вентиляция башен обеспечивалась двумя вентиляторами, приводимыми в действие электромоторами мощностью по 2,3 л. с. («Сан-Франциско» — 2,6 л. с.). Башни были лишены подбашенного перегрузочного отделения — заряды подавались из погребов. Толщина палубы составила 57 мм (от шпангоута № 22 до шпангоута № 123), утончаясь в оконечностях до 31 мм(50#). По расчётам, зона свободного маневрирования против 203-мм снарядов для крейсеров типа «Нью-Орлеан» находилась в диапазоне от 6 до 11 миль.
Вес брони, без учёта палуб, составлял 1507,32 дл. тонн или 15 % стандартного водоизмещения.
На крейсерах СА-37 и СА-38 толщина барбетов была доведена до 165 мм.

### Вооружение

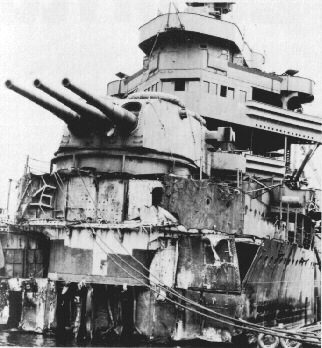
Башня «Нью-Орлеан»

Девять орудий главного калибра крейсеров типа «Нью-Орлеан» располагались в трёх башнях, две из которых были установлены в носу возвышенно, а третья — на корме. Первые три корабля: «Новый Орлеан», «Астория» и «Миннеаполис» были вооружены орудиями 203-мм/55 Mk 9 массой 30 тонн каждое. Их башни имели лобовые поверхности с закругленными формами. Остальные крейсера, то есть «Тускалуса», «Сан-Франциско», «Куинси» и «Винсеннес», получили более лёгкие пушки (17,4 т) серии Mk 12 со скорострельностью 2,1 выстрела/мин. Башни и барбеты этих четырёх крейсеров были перепроектированы так, что их размеры стали меньше. Башни имели плоский лобовой лист — более технологичный и простой в изготовлении. При этом башни оказались тесными, а орудия слишком близко расположенными, что приводило к большому разбросу снарядов. На «Куинси» и «Винсеннес» передняя башня была сдвинута на 9 футов назад для уменьшения длины носового броневого пояса. Дальность стрельбы 118-кг снарядом составляла 29 100 м. Орудие 203 мм Mk 9 было спроектировано в начале 1920-х годов (завершено в 1922 году) и стал оружием большинства американских тяжёлых крейсеров. Оно имело общую длину 11 405 мм. Длина стволов составляла 11 115 мм (54,7 калибра). На внутренних поверхностях ствола по длине 9491 мм шли 64 нареза крутизной в один оборот на 35 калибров. Орудие оснащалось открывающиеся вниз поршневым затвором системы Велина (англ. Welin breech block). 118-кг снаряд пробивал горизонтальную броню: на 12 340 м — 25 мм; — 19 390 м — 76 мм и на 27 600 м — 102 мм. Американская пушка (к тому времени дефорсированная, для увеличения живучести ствола, с начальной скоростью вместо первоначальных 3000 футов/с (914 м/с) имевшая 2800 (853 м/с)) имела весьма умеренные характеристики, находившиеся рядом с британским и японскими орудиями, но уступавшие артиллерии этого калибра других стран. На кучность отрицательно влияло крайне малое расстояние между осями стволов — всего 117 см (у японских — 190 см). Как результат значительное рассеивание снарядов при стрельбе главным калибром — 1000 ярдов на 25 000 ярдах (915 м на 22 860 м).
| Характеристики орудий главного калибра тяжёлых крейсеров | Характеристики орудий главного калибра тяжёлых крейсеров | Характеристики орудий главного калибра тяжёлых крейсеров | Характеристики орудий главного калибра тяжёлых крейсеров | Характеристики орудий главного калибра тяжёлых крейсеров | Характеристики орудий главного калибра тяжёлых крейсеров | Характеристики орудий главного калибра тяжёлых крейсеров |
| -------------------------------------------------------- | -------------------------------------------------------- | -------------------------------------------------------- | -------------------------------------------------------- | -------------------------------------------------------- | -------------------------------------------------------- | -------------------------------------------------------- |
| Орудие, мм/клб                                           | 203/60                                                   | 203/50                                                   | 203/53                                                   | 203/50                                                   | 203/55                                                   | 203/50                                                   |
| Страна                                                   | Германия                                                 | Франция                                                  | Италия                                                   | Япония                                                   | США                                                      | Англия                                                   |
| Вес снаряда, кг                                          | 122                                                      | 123,1(134)                                               | 125,3                                                    | 125,85                                                   | 118(152)                                                 | 116,1                                                    |
| Нач. скорость, м/с                                       | 925                                                      | 850 (820)                                                | 900                                                      | 840                                                      | 853 (762)                                                | 855                                                      |
| Энергия, млн Дж                                          | 104,4                                                    | 90,1                                                     | 101,5                                                    | 88,8                                                     | 85,8                                                     | 84,9                                                     |
| Живучесть ствола, выстрелов                              | 600                                                      | 600                                                      | 200                                                      | 400                                                      | 600 (715)                                                | 550                                                      |
| Макс. дальность, км                                      | 33,54                                                    | 31,4 (30)                                                | 31,3                                                     | 28,9                                                     | 29,13 (27,4)                                             | 29,4                                                     |

Универсальная батарея повторяла «Портленд». 127-мм/25 пушка полностью обслуживалась вручную и скорость стрельбы зависела от уровня подготовки расчёта и составляла около 15 выстрелов в минуту. Носовую пару во избежание заливания поместили на первый ярус надстройки. Лёгкие зенитные средства были представлены лишь восемью (по четыре на носовом и кормовом мостиках) крупнокалиберными пулемётами «Браунинг». Впрочем, винить проектировщиков было не в чём — никакого надёжного оружия этого типа американский флот тогда не имел. Компания «Кольт» не справилась с разработкой 37-мм орудия, а 28-мм автоматы ещё не были готовы. Торпедных аппаратов не было даже в проекте — американские специалисты считали их тактически неоправданными.
Дополнительное вооружение крейсеров типа «Новый Орлеан» включало в себя две 3-фунтовые салютные пушки, пулемёты и личное оружие членов экипажа.
Противоминное вооружение.
Защита от якорных мин обеспечивалась, двумя параванами-охранителями, размещенными на тележках у барбета 2-й башни главного калибра.

## Модернизации
До войны места установок 5-дюймовых пушек получили противоосколочные экраны.
Модернизация в годы войны заключалась в установке радиолокаторов и многочисленных зенитных автоматов. К середине 1942 года все крейсера имели радары типов SC и FC. Зенитное вооружение менялось дважды. Как только стало возможно, крейсера получили по четыре счетверённых установки 28-мм автоматов, прозванных на флоте «чикагскими пианино». Они устанавливались попарно, по одной установке у каждого борта, пара у навигационного мостика, а вторая — на юте. Работы на всех крейсерах были завершены к апрелю 1942 года. Выявившаяся ненадёжность этого оружия вынудила заменить его на лицензионные образцы. Пулемёты в то же время были заменены на одиночные 20-мм «Эрликоны». Четыре уцелевших корабля были модернизированы. Это заметно изменило их внешний вид. Носовые и кормовые надстройки были перестроены. Новые надстройки были более компактные и лёгкие, и немного отличались на каждом из четырёх кораблей. К концу войны уцелевшие крейсера несли по шесть счетверённых 40-мм «бофорсов» и от 16 до 28 20-мм «эрликонов» в спаренных и одиночных установках. Когда это установили, обнаружили, что крейсера имеют слишком большой верхний вес, и поэтому на дне добавили 275 дл. тонны балласта. Несмотря на это, постоянно увеличивавшийся в результате модернизаций верхний вес привёл к проблемам с остойчивостью. Что бы решить эту проблему удалили одну катапульту и сократили количество самолётов до двух, уменьшили толщину противоосколочных экранов 127-мм орудий и сократили боезапас главного калибра. «Миннеаполис» в 1944 году перевооружён 203-мм орудиями Мк.15, такими же как на «Балтиморах». Уцелевшие крейсера в 1945 году сильно отличались от самих себя, когда они вводились в строй.

## Служба

Боевые повреждения «Астории» 9 августа 1942 года

| Название        | Название            | Верфь                   | Дата закладки        | Дата спуска          | Ввод в строй         | Примечания                                     |
| --------------- | ------------------- | ----------------------- | -------------------- | -------------------- | -------------------- | ---------------------------------------------- |
| «Нью-Орлеан»    | CA-32 New Orleans   | New York Navy Yard      | 14 марта 1931 года   | 12 апреля 1933 года  | 15 февраля 1934 года |                                                |
| «Астория»       | CA-34 Astoria       | Puget Sound Navy Yard   | 1 сентября 1930 года | 16 декабря 1933 года | 28 апреля 1934 года  | Погиб 9 августа 1942 года в бою у острова Саво |
| «Миннеаполис»   | CA-36 Minneapolis   | Philadelphia Navy Yard  | 27 июня 1931 года    | 6 сентября 1933 года | 19 мая 1934 года     |                                                |
| «Тускалуза»     | CA-37 Tuscaloosa    | New York Shipbuilding   | 3 сентября 1931 года | 15 ноября 1933 года  | 17 августа 1934 года |                                                |
| «Сан-Франциско» | CA-38 San Francisco | Mare Island Navy Yard   | 9 сентября 1931 года | 9 марта 1933 года    | 10 февраля 1934 года |                                                |
| «Куинси»        | CA-39 Quincy        | Bethlehem, Quincy Mass. | 15 ноября 1933 года  | 19 июня 1935 года    | 9 июня 1936 года     | Погиб 9 августа 1942 года в бою у острова Саво |
| «Винсенс»       | CA-44 Vincennes     | Bethlehem, Quincy Mass. | 2 января 1934 года   | 21 мая 1936 года     | 24 февраля 1937 года | Погиб 9 августа 1942 года в бою у острова Саво |

## Оценка проекта
Конструкция крейсеров была крайне традиционна, так корпус крейсеров имел довольно консервативную конструкцию — в нём использовался поперечный набор. Вооружение крейсеров так же было консервативно — оно повторяло предыдущую серию.
На крейсерах стояла силовая установка с низкими параметрами пара, доставшаяся по наследству от предыдущей серии крейсеров. Все современные (даже британские) европейские тяжёлые крейсера имели более высокие параметры пара. На всех крейсерах, кроме итальянских типа «Зара», применили линейную компоновку силовой установки. Такие же характеристики пара, как и у американцев, были на японских крейсерах типа «Могами». Зато все котлы имели пароперегреватели, подогреватели топлива и воздуха. Суммарная мощность электрогенераторов тоже была, среди ровесников, самая маленькая, всего 1000 кВт («Альжери» — 1400, «Могами» — 1400, «Зара» — 1380, даже у полутяжёлого британского «Йорка» суммарная мощность была 1200 кВт). Американцы соответственно первыми столкнулись с проблемой нехватки мощностей для установки нового оборудования.
| Сравнительные ТТХ крейсеров                 | Сравнительные ТТХ крейсеров                      | Сравнительные ТТХ крейсеров                                | Сравнительные ТТХ крейсеров                                    | Сравнительные ТТХ крейсеров                                     | Сравнительные ТТХ крейсеров |
|                                             | «Такао»                                          | «Нью-Орлеан»                                               | «Альжери»                                                      | «Зара»                                                          |                             |
| ------------------------------------------- | ------------------------------------------------ | ---------------------------------------------------------- | -------------------------------------------------------------- | --------------------------------------------------------------- | --------------------------- |
| Годы закладки/вступления в строй            | 1927/1932                                        | 1931/1934                                                  | 1931/1934                                                      | 1929/1931                                                       |                             |
| Водоизмещение, стандартное/полное, т        | 11 350/15 186                                    | 10 299/12 693                                              | 10 109/13 461                                                  | 11 680/14 300                                                   |                             |
| Энергетическая установка, л. с.             | 130 000                                          | 107 000                                                    | 84 000                                                         | 95 000                                                          |                             |
| Максимальная скорость, узлов                | 35,5                                             | 32,75                                                      | 31                                                             | 32                                                              |                             |
| Дальность плавания, миль на скорости, узлов | 7000 (14)                                        | 7600 (15)                                                  | 8700 (15)                                                      | 5300 (16)                                                       |                             |
| Артиллерия главного калибра                 | 5×2 — 203-мм/50 типа 3-го года № 2               | 3×3 — 203-мм/55 Mk 9                                       | 4×2 — 203-мм/50 M1931                                          | 4×2 — 203-мм/53 Mod. 29                                         |                             |
| Универсальная артиллерия                    | 4×1 — 120-мм/45 тип 10                           | 8×1 — 127-мм/25                                            | 6×2 — 100-мм/45                                                | 8×2 — 100-мм/47 Mod. 28                                         |                             |
| Торпедное вооружение                        | 4×2 — 610-мм ТА                                  | —                                                          | 2×3 — 550-мм ТА                                                | —                                                               |                             |
| Авиагруппа                                  | 2 катапульты, 3 гидросамолёта                    | 2 катапульты, до 4 гидросамолётов                          | 1 катапульты, 3 гидросамолёта                                  | 1 катапульта, 2 гидросамолёта                                   |                             |
| Бронирование, мм                            | Борт — 102, палубы — 47-32, башни — 25, ПТП — 58 | Борт — 127…76, палуба — 57-32, башни — 203…37, рубка — 127 | Борт — 110+40, палуба — 80, башни — 100, рубка — 100, ПТП — 40 | Борт — 100—150, палубы — 20+70, башни — 120—150, рубка — 70-150 |                             |
| Экипаж                                      | 727                                              | 868                                                        | 616                                                            | 841                                                             |                             |

Комментарии
1. ↑  2327 м²
2. ↑  3311 м²
3. ↑  Часть источников даёт 8,88 м, часть 8,53, но если учесть что разница по водоизмещению внутри серии превосходила 600 тонн — это не удивительно.
4. ↑  В 1939 году на вооружение был принят сверхтяжёлый снаряд массой 152 кг с дальностью 27 480 метров.
5. ↑  Длина ствола, отнесённая к калибру орудия. Во Франции и Британии считается по каналу ствола. В США, Германии и России под длиной понимается длина от дульного среза до торца затворного гнезда.
6. ↑  Позднее принятый heavy.
7. ↑  Позднее принятый super heavy
8. ↑  Намёк на пистолеты-пулемёты Томпсона, любимые гангстерами времён «сухого» закона.
9. ↑  Для американских и японских кораблей длинные тонны пересчитаны в метрические.